# Gaius Sulpicius Galus (Konsul 243 v. Chr.)
Gaius Sulpicius Galus entstammte dem römischen Patriziergeschlecht der Sulpicier. Nach dem Zeugnis der Fasti Capitolini führte sein Vater ebenfalls das Pränomen Gaius und sein Großvater das Pränomen Servius.
In der Endphase des Ersten Punischen Krieges amtierte Galus 243 v. Chr. als Konsul; sein Amtskollege war Gaius Fundanius Fundulus. Nach einer Vermutung des Althistorikers Friedrich Münzer könnte Galus Italien als Provinz bekommen haben, doch ist über seine Tätigkeit während seines Konsulats wie auch über sein sonstiges Leben nichts bekannt.